# Campeonato Sudamericano de Clubes de Voleibol Femenino 2020
Campeonato Sudamericano de Clubes de Voleibol Femenino de 2020 var den 33:e upplagan av turneringen som utser de sydamerikanska klubbmästarna i volleyboll. Turneringen hölls 17 till 21 februari 2020 i Uberlândia, Brasilien Itambé/Minas vann titeln för tredje gången genom att besegra Dentil/Praia Club i finalen. Thaisa Menezes utsågs till mest värdefulla spelare.

## Deltagande lag
Mästarna från Argentina, Bolivia och Brasilien deltog i turneringen.
| Land      | Platser | Lag |
| --------- | ------- | --- |
| Argentina | 2       | CA Boca Juniors - argentinska mästare 2019 CA San Lorenzo de Almagro - tvåa i Liga Femenina de Voleibol Argentino 2019 |
| Bolivia   | 1       | Universidad Católica Boliviana - boliviansk mästare                                                                    |
| Brasilien | 2       | Itambé/Minas - brasiliansk mästare 2018/2019 Dentil/Praia Clube - värd                                                 |

## Resultat
Alla tider är lokal (sommar)tid i Brasilien, UTC–2.
| Pos. | Lag                            | Pts | V | F | VS | FS | VB  | FB  |
| ---- | ------------------------------ | --- | - | - | -- | -- | --- | --- |
| 1.   | Itambé/Minas                   | 12  | 4 | 0 | 12 | 0  | 302 | 188 |
| 2.   | Dentil/Praia Club              | 8   | 3 | 1 | 9  | 5  | 322 | 233 |
| 3.   | CA San Lorenzo de Almagro      | 6   | 2 | 2 | 6  | 6  | 228 | 252 |
| 4.   | CA Boca Juniors                | 4   | 1 | 3 | 5  | 9  | 284 | 297 |
| 5.   | Universidad Católica Boliviana | 0   | 0 | 4 | 0  | 12 | 144 | 300 |

| Dag         | Tid   | Lag 1                     | Res.  | Lag 2                          | Set 1 | Set 2 | Set 3 | Set 4 | Set 5 | Total     | Rapport |
| ----------- | ----- | ------------------------- | ----- | ------------------------------ | ----- | ----- | ----- | ----- | ----- | --------- | ------- |
| 17 februari | 19:00 | Dentil/Praia Club         | 3 – 0 | Universidad Católica Boliviana | 25-10 | 25-7  | 25-8  |       |       | 75 – 25   | Rapport |
| 17 februari | 20:30 | CA San Lorenzo de Almagro | 3 – 0 | Boca Juniors                   | 25-23 | 25-18 | 25-20 |       |       | 75 – 61   | Rapport |
| 18 februari | 19:00 | Dentil/Praia Club         | 3 – 0 | San Lorenzo                    | 25-15 | 25-9  | 25-14 |       |       | 75 – 38   | Rapport |
| 18 februari | 20:30 | Itambé/Minas              | 3 – 0 | Universidad Católica Boliviana | 25-12 | 25-14 | 25-14 |       |       | 75 – 40   | Rapport |
| 19 februari | 19:00 | CA San Lorenzo de Almagro | 3 – 0 | Universidad Católica Boliviana | 25-14 | 25-15 | 25-12 |       |       | 75 – 41   | Rapport |
| 19 februari | 20:30 | Itambé/Minas              | 3 – 0 | Boca Juniors                   | 25-17 | 25-12 | 25-16 |       |       | 75 – 45   | Rapport |
| 20 februari | 19:00 | Dentil/Praia Club         | 3 – 2 | Boca Juniors                   | 25-18 | 26-24 | 21-25 | 22-25 | 15-11 | 109 – 103 | Rapport |
| 20 februari | 21:30 | Itambé/Minas              | 3 – 0 | San Lorenzo                    | 25-11 | 25-17 | 25-12 |       |       | 75 – 40   | Rapport |
| 21 februari | 17:00 | CA Boca Juniors           | 3 – 0 | Universidad Católica Boliviana | 25-10 | 25-16 | 25-12 |       |       | 75 – 38   | Rapport |
| 21 februari | 20:00 | Itambé/Minas              | 3 – 0 | Dentil/Praia Club              | 25-22 | 27-25 | 25-16 |       |       | 77 – 63   | Rapport |

## Slutplaceringar
| Pos. | Lag                            |
| ---- | ------------------------------ |
| 1    | Itambé/Minas                   |
| 2    | Dentil/Praia Club              |
| 3    | CA San Lorenzo de Almagro      |
| 4.   | CA Boca Juniors                |
| 5.   | Universidad Católica Boliviana |

|  | Kvalificerat för världsmästerskapet i volleyboll för klubblag 2020 |

| Sydamerikanska klubbmästare |
| --------------------------- |
| Itambé/Minas Tredje titeln  |

## Individuella utmärkelser
Vid turneringens slut delades följande priser ut:
- Mest värdefulla spelare

 Thaisa Menezes (Itambé/Minas)
- Bästa poängvinnare

 Macris Carneiro (Itambé/Minas)
- Bästa vänsterspikers

 Dobriana Rabadzhieva (Itambé/Minas)
 Daniela Bulaich (CA San Lorenzo de Almagro)
- Bästa centrar

 Caroline Gattaz (Itambé/Minas)
 Ana Carolina da Silva (Dentil Praia)
- Bästa högerspiker

 Brayelin Martínez (Dentil Praia)
- Bästa libero

 Léia Silva (Itambé/Minas)